# Champ gazier de Sleipner
Pour les articles homonymes, voir Sleipner.
Sleipner est un champ gazier situé en mer du Nord et appartenant à la Norvège. Il est composé de deux champs principaux, Sleipner Ouest et Est. Découverts dans les années 1970/80 les champs n'ont été exploités qu'à partir du milieu des années 1990. Leur mise en service a représenté une première mondiale, avec la séquestration à une échelle industrielle de CO2 dans des couches géologiques situées sous le fond marin.
La mise en service de Sleipner Est a donné lieu à l'une des plus importantes catastrophes industrielles de l'histoire de l'exploitation des hydrocarbures en Norvège, quand la base en béton de la plate-forme Sleipner A (en) a coulé en 1991 à la suite d'une erreur de conception.

## Séquestration du dioxyde de carbone
Le champ gazier de Sleipner Ouest fit de la Norvège le premier pays au monde à mettre en place le stockage de dioxyde de carbone à grande échelle dans une formation géologique.

## Catastrophe de Sleipner A
Le 23 août 1991, la base en béton destinée à supporter la plate-forme Sleipner a coulé à la suite d'une erreur de conception. La base est composée de 24 cellules circulaires creuses jouant le rôle de ballast. Des études ultérieures ont montré que l'épaisseur des murs de ces cellules avait été sous-estimée, entraînant l'implosion d'une cellule lors de la mise à flot de la base, causant sa perte par 220 m de fond.
Le coût de la perte de la structure est évalué à environ 700 millions de dollars américains (environ 
1275 millions actuels).